# Ernst Mach
Ernst Mach, född 18 februari 1838 i Brünn (nu Brno i Tjeckien), död 19 februari 1916 i München, var en österrikisk fysiker och filosof. Han blev professor i matematik i Graz 1864, professor i fysik i Prag 1867 och professor i filosofi i Wien 1895.
År 1901 drabbades Mach av ett slaganfall och tvingades ta avsked från sin anställning, men erbjöds istället adelskap och fick en plats i Herrenhaus, det dåvarande österrikiska parlamentets överhus.

## Vetenskapligt verk
Som professor vid universitetet i Prag arbetade Mach med tekniker avsedda att utröna ljudvågornas rörelser. Han fastställde det Mach-tal där ett föremål i rörelse skulle överskrida ljudets hastighet (ljudvallen). Han var även en av de första som lyckades fotografera projektiler i deras bana, vilket fick stor betydelse för vidareutvecklingen av artilleri, liksom för aerodynamiken och flygplanstillverkningen. Einstein var kraftigt inspirerad av Mach och betraktade honom som en viktig källa för sitt eget arbete.

## Filosofi
Mach företrädde en radikal form av empirism. Enligt den inriktning han förespråkade äger endast sinnesupplevelserna egentlig verklighet, och det är genom dem vi konstruerar både yttre ting och vår upplevelse av ett subjektivt jag. Förnimmelser kan uppfattas antingen som yttre ting, eller som upplevda egenskaper i form av perceptioner, men förnimmelserna i sig själva är neutrala. För att förstå världen skapar människan hjälpkonstruktioner, strängt taget fiktioner, vars enda sanningskriterium är i vilken mån de hjälper oss att förutsäga kommande upplevelser. Denna kritik blev mer än bara strikt filosofisk, då den förde till ett ifrågasättande av exempelvis atomläran och begrepp som absolut tid och absolut rum. Detta i sin tur kom att sätta den newtonska fysiken i gungning på ett sätt som kom att bana väg för Einstein och andra moderna fysiker.
Lenin var negativt inställd till Mach, eftersom hans föreställningar ansågs motsäga marxismen. Som en följd av det kunde man bland Sovjetunionens ideologiska skällsord återfinna "machist".

## Utmärkelser
Asteroiden 3949 Mach är uppkallad efter honom.